# Eldrine
Eldrine est un groupe de rock géorgien. Le groupe est constitué de Sopho Torochelidze (chanteuse), Mikheil Tchelidze (guitariste), Irakli Bibilachvili (basse), David tchangochvili (batterie), Tamar Chekiladze (synté) and Beso Tsikhelashvili (DJ).
Vainqueur de la sélection nationale le 19 février 2011, il représente la Géorgie au Concours Eurovision de la chanson 2011 avec sa chanson One more day (Un jour de plus) qui lui permet d'atteindre la 9e place.